# Howard R. Jennings

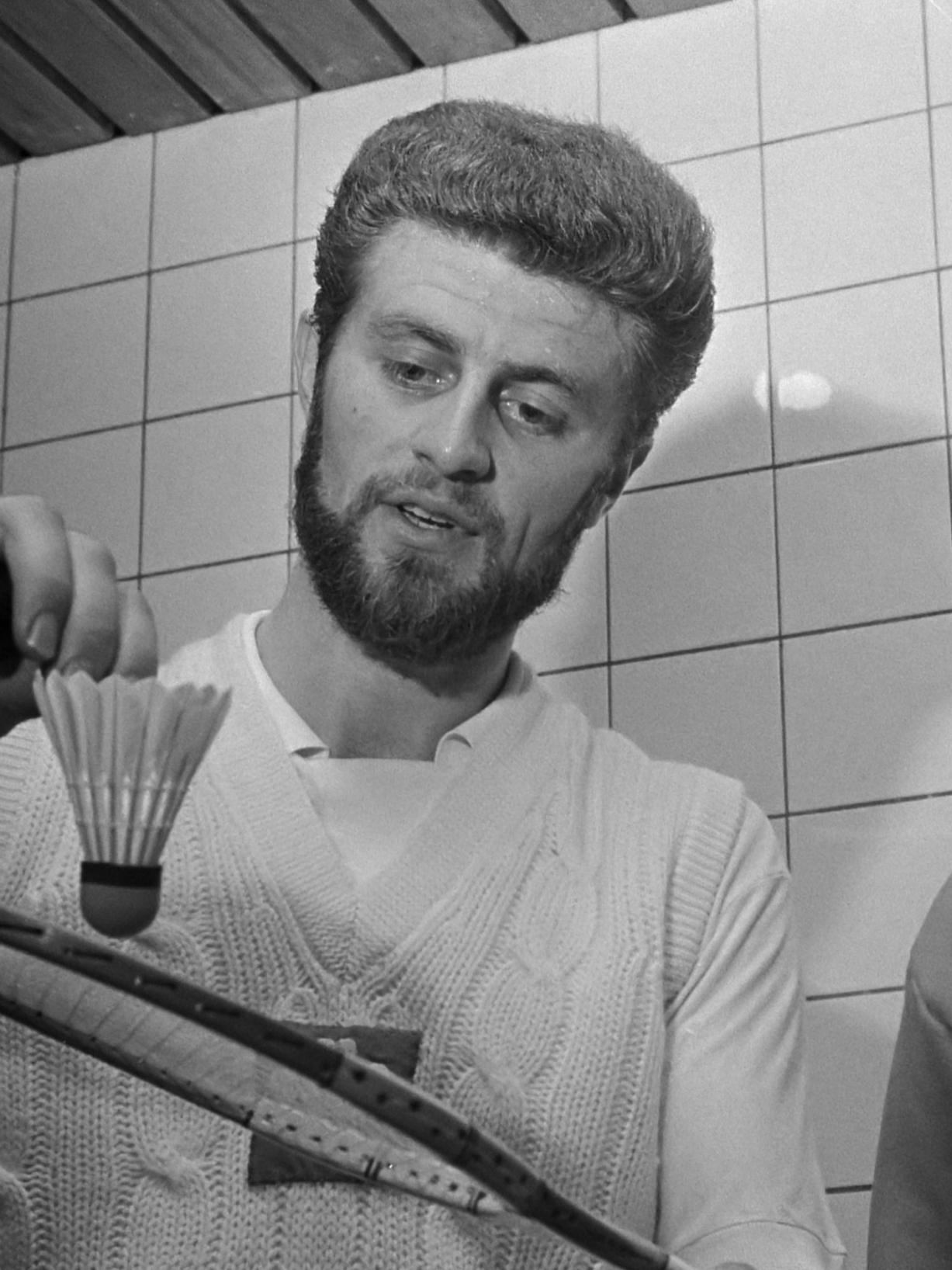
Howard Jennings (1969)

Howard R. Jennings (* um 1940) ist ein walisischer Badmintonspieler. 

## Karriere
Howard R. Jennings wurde 1963 erstmals nationaler Meister in Wales. 20 weitere Titelgewinne folgten bis 1976. 1968 nahm er an den Badminton-Europameisterschaften teil, 1966, 1970 und 1974 an den Commonwealth Games. 1969, 1970 und 1971 siegte er bei den Welsh International.

## Sportliche Erfolge
| Saison | Veranstaltung                | Disziplin    | Platz | Name                                |
| ------ | ---------------------------- | ------------ | ----- | ----------------------------------- |
| 1963   | Wales: Einzelmeisterschaften | Herrendoppel | 1     | Peter Seaman / Howard R. Jennings   |
| 1964   | Wales: Einzelmeisterschaften | Herrendoppel | 1     | Peter Seaman / Howard R. Jennings   |
| 1965   | Wales: Einzelmeisterschaften | Herrendoppel | 1     | Peter Seaman / Howard R. Jennings   |
| 1966   | Wales: Einzelmeisterschaften | Herrendoppel | 1     | Peter Seaman / Howard R. Jennings   |
| 1966   | Wales: Einzelmeisterschaften | Mixed        | 1     | Howard R. Jennings / Angela Dickson |
| 1967   | Wales: Einzelmeisterschaften | Mixed        | 1     | Howard R. Jennings / Angela Dickson |
| 1968   | Wales: Einzelmeisterschaften | Herrendoppel | 1     | Peter Seaman / Howard R. Jennings   |
| 1969   | Welsh International          | Herreneinzel | 1     | Howard R. Jennings                  |
| 1969   | Welsh International          | Mixed        | 1     | Howard R. Jennings / Angela Dickson |
| 1969   | Wales: Einzelmeisterschaften | Mixed        | 1     | Howard R. Jennings / Angela Dickson |
| 1969   | Wales: Einzelmeisterschaften | Herrendoppel | 1     | Peter Seaman / Howard R. Jennings   |
| 1969   | Wales: Einzelmeisterschaften | Herreneinzel | 1     | Howard R. Jennings                  |
| 1970   | Welsh International          | Herreneinzel | 1     | Howard R. Jennings                  |
| 1970   | Welsh International          | Herrendoppel | 1     | Howard R. Jennings / A. Fisher      |
| 1970   | Welsh International          | Mixed        | 1     | Howard R. Jennings / Angela Dickson |
| 1970   | Wales: Einzelmeisterschaften | Herreneinzel | 1     | Howard R. Jennings                  |
| 1970   | Wales: Einzelmeisterschaften | Herrendoppel | 1     | Alan Fisher / Howard R. Jennings    |
| 1970   | Wales: Einzelmeisterschaften | Mixed        | 1     | Howard R. Jennings / Angela Dickson |
| 1971   | Wales: Einzelmeisterschaften | Herreneinzel | 1     | Howard R. Jennings                  |
| 1971   | Wales: Einzelmeisterschaften | Herrendoppel | 1     | Alan Fisher / Howard R. Jennings    |
| 1972   | Wales: Einzelmeisterschaften | Herrendoppel | 1     | Alan Fisher / Howard R. Jennings    |
| 1972   | Wales: Einzelmeisterschaften | Herreneinzel | 1     | Howard R. Jennings                  |
| 1974   | Wales: Einzelmeisterschaften | Herrendoppel | 1     | Alan Fisher / Howard R. Jennings    |
| 1974   | Wales: Einzelmeisterschaften | Herreneinzel | 1     | Howard R. Jennings                  |
| 1975   | Wales: Einzelmeisterschaften | Herreneinzel | 1     | Howard R. Jennings                  |
| 1976   | Welsh International          | Mixed        | 1     | Howard R. Jennings / Angela Dickson |
| 1976   | Wales: Einzelmeisterschaften | Mixed        | 1     | Howard R. Jennings / Angela Dickson |